# Campeonato Europeo de Halterofilia de 1976
El LV Campeonato Europeo de Halterofilia se celebró en Berlín Oriental (RDA) entre el 3 y el 11 de abril de 1976 bajo la organización de la Federación Europea de Halterofilia (EWF) y la Federación de Halterofilia de Alemania Oriental.

## Medallistas
| Evento  | Oro                                  | Plata                            | Bronce                            |
| ------- | ------------------------------------ | -------------------------------- | --------------------------------- |
| 52 kg   | Alexandr Voronin URSS 240,0          | György Kőszegi · Hungría · 235,0 | Lajos Szűcs · Hungría · 230,0     |
| 56 kg   | Norair Nurikian Bulgaria 255,0       | Leszek Skorupa · Polonia · 252,5 | Karel Prohl Checoslovaquia 250,0  |
| 60 kg   | Nikolai Kolesnikov URSS 282,5        | Todor Todorov Bulgaria 280,0     | Gueorgui Todorov Bulgaria 277,5   |
| 67,5 kg | Zbigniew Kaczmarek · Polonia · 305,0 | Jan Łostowski · Polonia · 302,5  | Serguei Pevzner URSS 297,5        |
| 75 kg   | Vartan Militosian URSS 340,0         | Peter Wenzel RDA 335,0           | Yordan Mitkov Bulgaria 330,0      |
| 82,5 kg | Valeri Shari URSS 367,5              | Blagoi Blagoev Bulgaria 365,0    | Trendafil Stoichev Bulgaria 365,0 |
| 90 kg   | David Rigert URSS 397,5              | Adam Saidulayev URSS 360,0       | Peter Petzold RDA 350,0           |
| 110 kg  | Valentin Jristov Bulgaria 415,0      | Yuri Zaitsev URSS 400,0          | Jürgen Ciezki RDA 395,0           |
| +110 kg | Gerd Bonk RDA 432,5                  | Jristo Plachkov Bulgaria 430,0   | Jürgen Heuser RDA 410,0           |

1. 1 2 3  Arrancada (kg) + dos tiempos (kg) = total olímpico (kg).

## Medallero
| Núm. | País           | Oro | Plata | Bronce | Total |
| ---- | -------------- | --- | ----- | ------ | ----- |
| 1    | URSS           | 5   | 2     | 1      | 8     |
| 2    | Bulgaria       | 2   | 3     | 3      | 8     |
| 3    | Polonia        | 1   | 2     | 0      | 3     |
| 4    | RDA            | 1   | 1     | 3      | 5     |
| 5    | Hungría        | 0   | 1     | 1      | 2     |
| 6    | Checoslovaquia | 0   | 0     | 1      | 1     |
|      | TOTAL          | 9   | 9     | 9      | 27    |